# 中央空中資料電腦
中央空中資料電腦（Central Air Data Computer），是用於美國海軍艦載戰機F-14上的航空電腦，其作用包括了其他大氣數據計算機的功能，即根據皮托管壓力、靜壓力及溫度等，計算出飛機的高度、爬升率、空速、马赫。此外，在F-14上此電腦還負責控制可變後掠翼的後掠角度以達致最佳升阻比，以及控制翼套的前緣內的小三角前翼在適當時伸出及收回以扺消機翼後掠及超音速飛行時的升力重心後移。

## 歷史
在飛機上，高度、爬升率、空速、馬赫數等重要資料都是依靠電腦根據皮托管壓力、靜壓力、及溫度等計算出來。早期這計算工作是以机电计算机處理，例如F-111。
60年代，格魯曼公司（Grumman）在設計海軍艦載戰機F-14時，委托外判廠商 Garrett AiResearch設計適合F-14需要的大氣數據計算機，負責帶領設計團隊的是Steve Geller及雷・霍爾特（Ray Holt），由 American Microsystems支援。設計工作在1968年展開，至1970年6月完成。這計算機就是MP944，中央空中資料電腦的核心，可以說是首個以MOS集成電路制成的微處理器，也即是上世上第一個微處理器。也有人認為MP944不乎合微處理器的定義，主要是因為MP944沒有算術邏輯單元（Arithmetic logic unit，ALU），以及MP944不是單一片芯片，而是由六款芯片組的芯片組（Chipset）。
而英特爾公司的4004在1971年11月15日發佈，是世上第二枚微處理器，世上第一枚商用及單芯片微處理器，比MP944晚了一年半。
此事被美國海軍列為機密，1971年雷・霍爾特為雜誌Computer Design寫了一篇有關中央空中資料電腦設計的文章，但被海軍禁止刊出，直至1998年解密後才得以發行。
中央空中資料電腦除了有一般大氣數據計算機的功能外，還能自動控制F-14上可變後掠翼的後掠角以達至最佳升阻比，讓F-14的可變後掠翼的作用可完全發揮，比同期的MIG-23需要機師人手控制先進得多。
在80年代，美國海軍及空軍開始使用新研制的Standard Central Air Data Computer應用在所有美軍飛機上。

## 設計
F-14上的中央空中資料電腦（Central Air Data Computer，CADC）包含有類比數位轉換器（Analog to digital converter, ADC），數個石英壓力感測器，以多個以MOS技術制芯片組成的微處理器，輸入到中央空中資料電腦的資料包括了：
- 基本飛行控制狀態
- 數個開關
- 靜態及動態壓力感測器
- 溫度感測器

處理這些資訊的是由六款芯片組成的微處理器MP944，時鐘頻率是375kHz，20位元（bit）定點分數二補數系統，這六款芯片分別是：
- 平行乘法器（Parallel multiplier unit，PMU），28腳雙列直插封裝（DIP package）
- 平行除法器（Parallel divider unit，PDU），28腳雙列直插封裝（DIP package）
- 随机存取存储器（Random-access storage，RAS）， 14腳雙列直插封裝（DIP package）
- 唯讀記憶體（Read only Menory，ROM），14腳雙列直插封裝（DIP package）
- 特別邏輯功能（Special logic function，SLF）28腳雙列直插封裝（DIP package）
- 數據導向單元（Data steering Unit，SLU）28腳雙列直插封裝（DIP package）

M一個P944處理器包含了1個PMU、1個PDU、1個SLF、3個RAM、2個SLU及19個ROMs，共74,442枚電晶體，當中ROM有用作儲蓄指令。